# CPL (язык программирования)
Combined Programming Language (CPL) — язык программирования, совместная разработка кембриджского и лондонского университетов. До подключения к проекту лондонцев «С» было первой буквой от «Cambridge», а потом официально расшифровывалось как «Combined». Неофициально же «С» означало «Christopher», поскольку именно Кристофер Стрейчи вдохновлял работы по CPL. Сейчас этот язык не используется, но его наследником стал язык BCPL — один из предшественников языка Си.

## Пример
```
Max(Items, ValueFunction) = value of
§ (Best, BestVal) = (NIL, -∞)
while Items do §
(Item, Val) = (Head(Items), ValueFunction(Head(Items)))
if Val > BestVal then (Best, BestVal) := (Item, Val)
Items := Rest(Items) §⃒
result is Best §⃒

```